# Blago Zadro
Blago Zadro (* 31. März 1944 in Donji Mamići, zu Grude; † 16. Oktober 1991 in Borovo Naselje, zu Vukovar) war ein 
Politiker (HDZ) sowie General der kroatischen Streitkräfte im Kroatienkrieg. Während der Schlacht um Vukovar wurde er als Kommandant von kroatischen Freiwilligen berühmt, welche die strategisch bedeutende Trpinjska cesta im Vorort Borovo Naselje gegen Panzertruppen der Jugoslawischen Volksarmee und serbische Freischärler verteidigten. Zadro fiel bei der erfolgreichen Abwehr eines Angriffs auf den Vorort und gilt seit seinem Einsatz bei vielen Kroaten als Freiheitskämpfer für ein unabhängiges Kroatien und Nationalheld.

## Leben

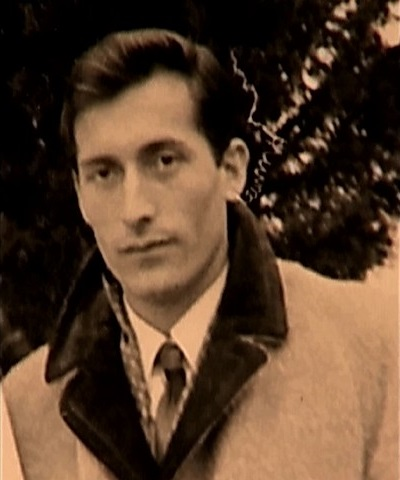
Blago Zadro in seiner Jugend (wahrscheinlich 1960er-Jahre)

Zadro wurde in dem Dorf Donji Mamići, bei Grude in der westlichen Herzegowina als Sohn von Jozo und Mila Zadro geboren. Seine Familie zog 1954 nach Borovo Naselje, einem nordöstlichen Industrie-Stadtteil von Vukovar. Nach seiner schulischen Ausbildung arbeitete er im örtlichen Kombinat „Borovo“. Zadro heiratete 1967 Katica Soldo, die ebenfalls aus der Herzegowina stammte. Aus dieser Ehe gingen die Söhne Robert (1969–1992), Tomislav (* um 1973) und Josip hervor.
Zu Beginn der Konflikte innerhalb Jugoslawiens, Anfang der 1990er Jahre, war Zadro in der neugegründeten kroatischen Partei Hrvatska demokratska zajednica (HDZ) politisch aktiv und wurde deren Vizepräsident in Vukovar. Dabei war Anfeindungen ausgesetzt, denen er sich mutig stellte. So berichtete sein Mitstreiter Dragan Luketić über Zadro:

„Bilo je to 1991. veljača ili ožujak. Bio sam kod Zadre u njegovoj kući kada mu je zazvonio telefon. Njegova supruga Kata je trgnula i vrisnula, pa mi je Blago objasnio da, kada je on na terenu, četnici iz Borova sela zovu Katu, provociraju, psuju i prijete klanjem. A onda je on uzeo slušalicu i rekao: ‚Nemojte psovati, mi smo kršćani, katolici. Nismo navikli na takve proste riječi. Nego ovako, gledaj … Ja sam Blago Zadro, Bosanska 11, ključ je u prozoru, u svako doba otključaj i uđi, ali dobro razmisli kako ćeš izaći.‘“

„Es war 1991, Februar oder März. Ich war bei Zadro, in seinem Haus als sein Telefon klingelte. Seine Frau Kata zuckte zusammen und schrie, als mir Blago erklärte, dass die Tschetniks aus Borovo selo Kata anrufen, wenn er im Feld sei, provozierend, beschimpfend und drohten ihn abzuschlachten. Und dann nahm er den Hörer und sagte: ‚Fluch nicht, wir sind Christen, Katholiken. Wir sind solche schmutzigen Worte nicht gewohnt. Aber sieh, schau mal … Ich bin Blago Zadro, Bosanska 11, der Schlüssel ist am Fenster, du kannst jederzeit aufschließen und reinkommen, aber überlege dir gut, wie du wieder herauskommst.‘“

In seiner politischen Funktion organisierte er später unter anderem die Verteidigung des Vororts Borovo Naselje gegen die Truppen der Jugoslawischen Volksarmee und serbische Freischärler, sogenannte Tschetniks. Dem Sender HRT gegenüber sagte Zadro:

„Ova mjesna zajednica je najsložnija, utvrđena je i branit će se do kraja. Nikoga ne napadamo, ne diramo, ali onaj tko nas napadne mislim da neće dobro proći.“

„Dieser Ortsverband ist der komplexeste, er wurde befestigt und wird sich bis zum Ende verteidigen. Wir greifen niemanden an, wir fassen niemanden an, aber ich glaube nicht, dass jemand, der uns angreift, gut abschneiden wird.“

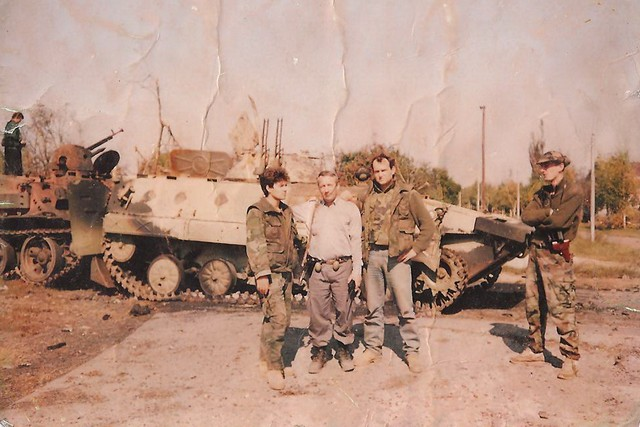
Blago Zadro (Mitte) zwischen den Gruppenkommandeuren Andrija Marić (links) und Marko Babić vor zerstörten Panzerfahrzeugen der Jugoslawischen Volksarmee in der Trpinja Straße von Vukovar (1991).

Zadro kommandierte das für die Verteidigung von Borovo Naselje zuständige 3. Bataillon der 204. Vukovarer Brigade der kroatischen Armee. Die Zerstörung einer Panzerkolonne in der strategisch wichtigen Trpinjska cesta durch Zadro und seine Kampfgruppen verlief am 16. September 1991 beispielhaft wie folgt:

„In der Trpinja Straße wartet Kommandant Blago Zadro mit seinen vierzehn Kämpfern, die sich »Gelbe Ameisen« [kroatisch Žuti mravi] nennen. Alle wohnen in dieser Straße von Borovo Naselje. Die Zivilisten werden evakuiert, und zur Abschreckung stellt er einen funktionsuntüchtigen Granatwerfer an die Straße. Sonst haben sie nur ihre Maschinenpistolen, Handgranaten und einige Panzerfäuste. Die einrückenden Panzer zerstören Haus um Haus. Zadro hält seine Männer zurück, bis auch der letzte der 17 Panzer ganz in die Straße eingerückt ist. Dann schießen sie ihre Panzerfäuste auf den ersten und den letzten Panzer ab. So stecken die anderen in der Falle und können ebenfalls vernichtet werden. Die »Gelben Ameisen« jubeln. [...] Aber am Ende des Krieges sind es nur noch vier »Gelbe Ameisen«. Kommandant Zadro, Schuster und Zivilist, wie alle in seiner Gruppe, fällt nur vier Tage nach der »Panzerschlacht«. Er verblutet. Seine Leiche kann erst nach zwei Tagen geborgen werden. Präsident Tudjman befördert ihn posthum.“

Einen Monat später am 16. Oktober 1991 fiel Blago Zadro während eines Gefechts in der Nähe der Trpinjska cesta, in der Kupska ulica unweit der Bahnlinie, durch Maschinengewehrfeuer.

## Gedenken und Ehrungen

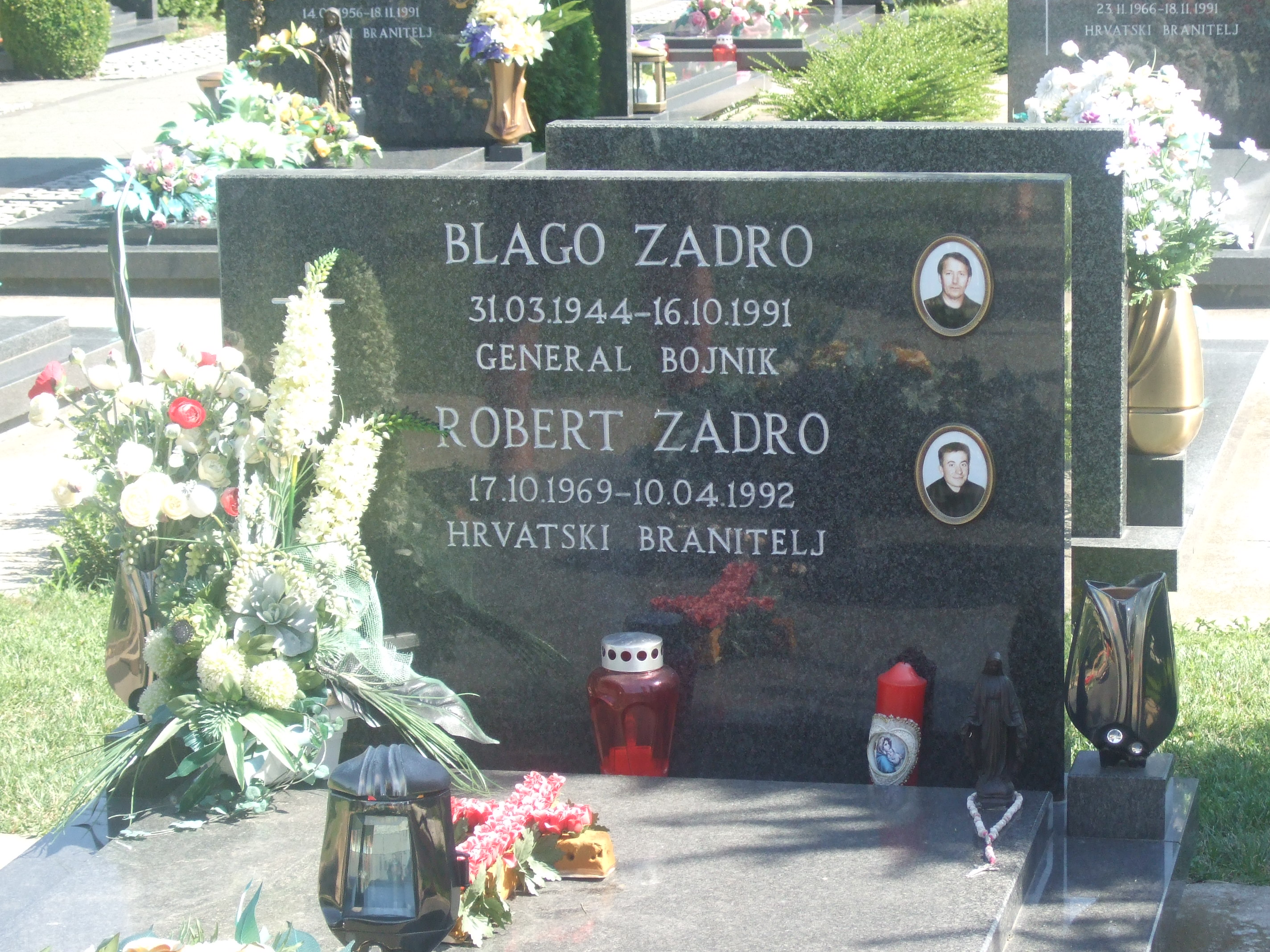
Gemeinschaftsgrab von Blago Zadro und seinem Sohn Robert auf dem neuen Friedhof von Vukovar

Nach seinem Tod wurde Zadro posthum zum Generalmajor (General bojnik) ernannt. Blago Zadros Leichnam wurde erst 1998 in einem Massengrab in Borovo Naselje aufgefunden und auf dem Soldatenfriedhof von Vukovar beigesetzt. Er ist in einem Gemeinschaftsgrab mit seinem Sohn Robert bestattet, der 1992 als Angehöriger der ATJ Lučko bei der Schlacht um Kupres fiel.
Die Militärschule des Hauptquartiers der kroatischen Armee trägt heute seinen Namen (Zapovjedno-stožerna škola „Blago Zadro“). Ebenfalls sind eine Grundschule in Borovo Naselje und Straßen in Grude, Split und Zagreb nach Zadro benannt.

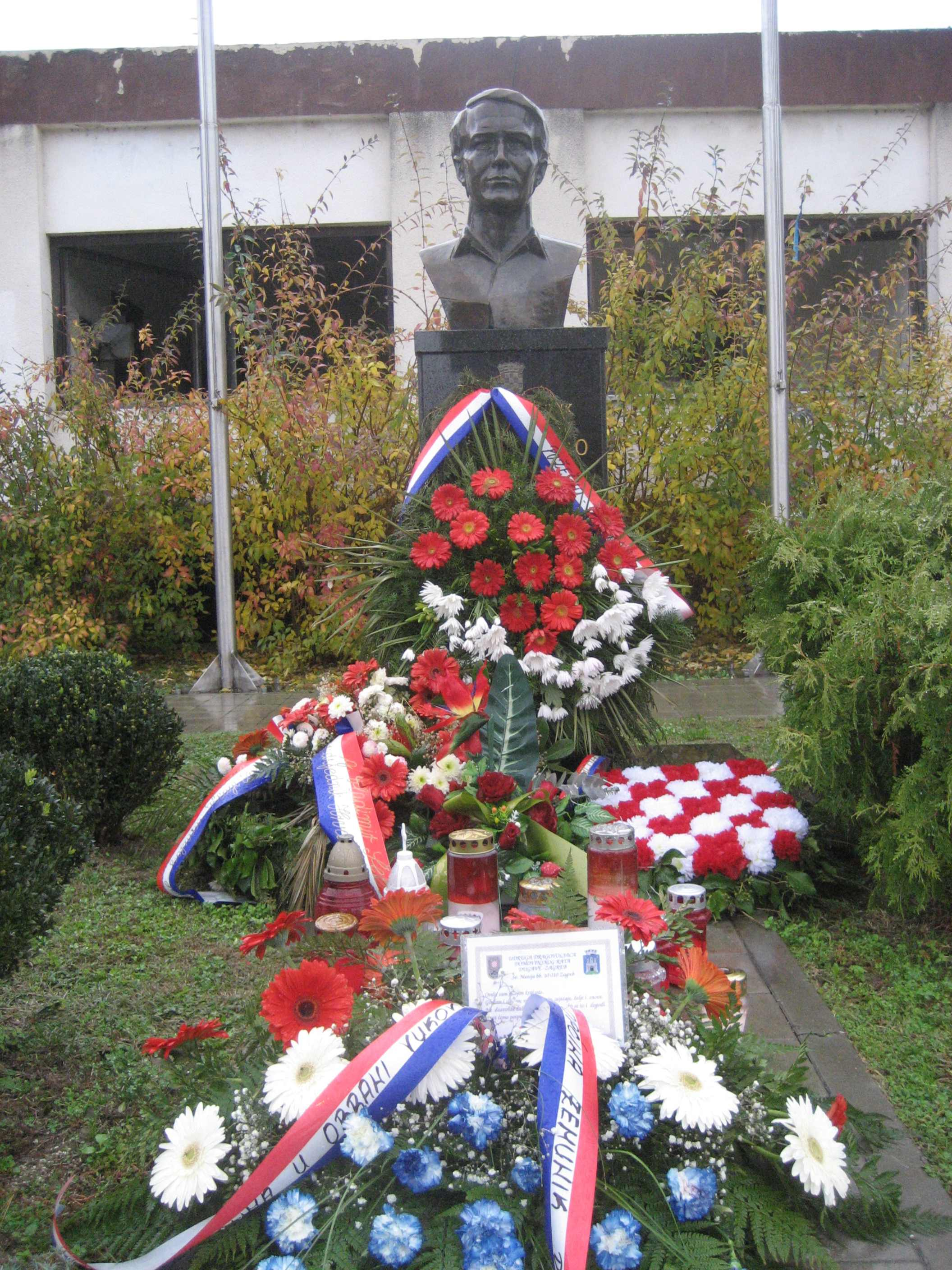
Gedenkstätte für Blago Zadro in der Trpinjska cesta von Vukovar (2007)

Der damalige Präsident des kroatischen Parlaments Vladimir Šeks (* 1943) sagte bei seiner Rede während einer Gedenkveranstaltung für Zadro am 16. Oktober 2004: „Bez heroja kao što je bio Blago Zadro, ne bi bilo ni slobodne Hrvatske.“ (Ohne Helden wie Blago Zadro würde es kein freies Kroatien geben) und „Blago Zadro nije samo simbol obrane Borova naselja i Vukovara, nego i jedan od najsvjetlijih simbola obrane Hrvatske.“ (Blago Zadro ist nicht nur ein Symbol der Verteidigung von Borovo naselje und Vukovar, sondern auch eines der strahlendsten Symbole der Verteidigung Kroatiens).
Im Jahr 2019 wurde Zadro von Bürgermeister Milan Bandić posthum zum Ehrenbürger der kroatischen Hauptstadt Zagreb ernannt.

### Auszeichnungen
- Erinnerungsabzeichen (Medaille) des Heimatkriegs
- Fürst-Domagoj-Orden mit Halsband
- Nikola-Šubić-Zrinski-Orden
- Orden des Kroatischen Dreiblatts
- Ban-Jelačić-Orden

### In den Medien
Der Guslar Mile Krajina (* 1923) widmete Zadro die Gusle-Lieder Vukovare, hrvatski viteže (Kroatischer Ritter von Vukovar); Text verlegt bei Čakovec Zrinski, 1994 und Pogibija hrvatske legende Blage Zadre (Der Untergang der kroatischen Legende Blago Zadro; um 2013).
Der Rapper Shorty singt in seinem Lied Dok Dunav aus dem Jahr 2011: „A onda je Vukovar pao, a i mi skupa s njim al' smo se predali hrabro / Mjesec dana nakon što je umro Blago Zadro“ (Und dann fiel Vukovar und wir zusammen mit ihr, aber wir ergaben uns tapfer / Einen Monat nach Blago Zadros Tod).
Die Geschichte von Blago Zadro wurde im Film The trinity of Vukovar (2009) thematisiert.